# Apteropedetes anaesegalae
Apteropedetes anaesegalae är en insektsart som först beskrevs av Gurney och Liebermann 1975.  Apteropedetes anaesegalae ingår i släktet Apteropedetes och familjen vårtbitare. Inga underarter finns listade i Catalogue of Life.